# Timothy Zahn
Pour les articles homonymes, voir Zahn.
 (janvier 2018).
Si vous disposez d'ouvrages ou d'articles de référence ou si vous connaissez des sites web de qualité traitant du thème abordé ici, merci de compléter l'article en donnant les références utiles à sa vérifiabilité et en les liant à la section « Notes et références ».
Œuvres principales
- La Croisade noire du Jedi fou
- La Trilogie du Conquérant

Timothy Zahn, né le 1er septembre 1951 à Chicago dans l'Illinois, est un écrivain américain de science-fiction. Il doit sa célébrité à une trilogie de livres de la série de Star Wars qui a lieu plusieurs années après la fin du Retour du Jedi. Ces livres ouvrent la voie à de nombreux romans et à de nouvelles collections dans l’univers de Star Wars par des auteurs tels que Kevin J. Anderson et Michael A. Stackpole.
Le travail de Timothy Zahn ne s'est pas limité à Star Wars. Il a écrit la populaire Trilogie des Conquérants, au sujet d'une guerre entre les humains et une espèce extra-terrestre qui a des vaisseaux spatiaux apparemment indestructibles et pouvant rester sous la forme d'esprit après la mort. Il a également écrit des nouvelles et obtenu le prix Hugo du meilleur roman court 1984 pour Cascade Point.

## Biographie
Timothy Zahn naît à Chicago, Illinois. Il suit des cours à l'université d'État du Michigan, obtenant une licence en Science Physique en 1973. Il continue alors ses études à l'université d'Illinois et obtient un M.Sc. en physique en 1975. Tandis qu'il prépare un doctorat en physique, son directeur de thèse tombe malade, et Timothy Zahn n'a jamais pu l'achever. En 1975, il commence à écrire de la science-fiction comme passe-temps, et devient un auteur professionnel. Il est marié à Anna, ils habitent en Oregon.

## Le style de Timothy Zahn
Les personnages de Timothy Zahn sont remarquables pour reconstituer une image des événements à partir de diverses informations, et d’en tirer une ligne d’action. Parfois, ils ont une image correcte basée sur très peu de faits, d'autres fois ils font des prétentions incorrectes mais créent un bon plan de toute façon. Le Grand Amiral Thrawn est, peut-être, l'exemple le plus marquant. De plus, Timothy Zahn tend à se concentrer plus sur les pensées de ses personnages plutôt que leurs sentiments.
Les livres de la série Star Wars de Timothy Zahn se concentrent également habituellement sur un certain groupe de personnages : Luke Skywalker, Mara Jade, Talon Karrde, Jorj Car'das, le Grand Amiral Thrawn et l’espèce des Chiss. Comme dans la trilogie originale de Star Wars, tous les livres de la Trilogie de Thrawn et de La Main de Thrawn commencent par une scène se déroulant dans l'espace.
Les livres de Timothy Zahn sont souvent décrits comme « rapides et entraînants ». Par exemple, il tend à développer des événements seulement selon les besoins de l’intrigue. Une marque de son travail est son penchant pour le jeu de mots. Ainsi, dans la trilogie de Thrawn, les noms de deux animaux de compagnie (« Sturm » et « Drang ») viennent d'un mouvement romantique. Il existe certaines structures de phrases qui sont spécifiques de Timothy Zahn. On peut également noter dans la première série de Star Wars (mais aussi dans la seconde) son utilisation de phrases interrogatives avec « Quoi ». Il expose ainsi l’intrigue d’une façon à la fois intéressante et crédible.

## Œuvres

### UniversStar Wars

#### SérieLa Croisade noire du Jedi fou
1. L'Héritier de l'Empire, Presses de la Cité, 1992 ((en) Heir to the Empire, 1991)  (ISBN 2-265-07901-4)Réédition, Fleuve noir, coll. « Star Wars » no 12, 1999 (ISBN 2-265-06807-1) ; réédition dans le recueil La Croisade noire du Jedi fou - Intégrale, Pocket, coll. « Star Wars » no 151, 2015 (ISBN 978-2-266-26220-0)
2. La Bataille des Jedi, Presses de la Cité, 1993 ((en) Dark Force Rising, 1992)  (ISBN 2-265-07902-2)Réédition, Fleuve noir, coll. « Star Wars » no 13, 1999 (ISBN 2-265-06808-X) ; réédition dans le recueil La Croisade noire du Jedi fou - Intégrale, Pocket, coll. « Star Wars » no 151, 2015 (ISBN 978-2-266-26220-0)
3. L'Ultime Commandement, Presses de la Cité, 1994 ((en) The Last Command, 1993)  (ISBN 2-265-07903-0)Réédition, Fleuve noir, coll. « Star Wars » no 14, 1999 (ISBN 2-265-06809-8) ; réédition dans le recueil La Croisade noire du Jedi fou - Intégrale, Pocket, coll. « Star Wars » no 151, 2015 (ISBN 978-2-266-26220-0)

#### SérieLa Main de Thrawn
1. Le Spectre du passé, Presses de la Cité, 1999 ((en) Specter of the Past, 1997)  (ISBN 2-265-07794-1)Réédition, Fleuve noir, coll. « Star Wars » no 33, 2000 (ISBN 2-265-06964-7) ; réédition dans le recueil La Main de Thrawn - Intégrale, Pocket, coll. « Star Wars » no 152, 2016 (ISBN 978-2-266-27304-6)
2. Vision du futur, Presses de la Cité, 1999 ((en) Vision of the Future, 1998)  (ISBN 2-265-07793-3)Réédition, Fleuve noir, coll. « Star Wars » no 35, 2000 (ISBN 2-265-06965-5) ; réédition dans le recueil La Main de Thrawn - Intégrale, Pocket, coll. « Star Wars » no 152, 2016 (ISBN 978-2-266-27304-6)

#### SérieThrawn
1. Thrawn, Pocket, coll. « Star Wars » no 160, 2018 ((en) Thrawn, 2017)  (ISBN 978-2-266-28358-8)
2. Alliances, Pocket, coll. « Star Wars » no 168, 2019 ((en) Alliances, 2018)  (ISBN 978-2-266-29528-4)
3. Trahison, Pocket, coll. « Star Wars » no 175, 2020 ((en) Treason, 2019)  (ISBN 978-2-266-30727-7)

#### SérieThrawn - L'Ascendance
1. Chaos croissant, Pocket, coll. « Star Wars » no 183, 2021 ((en) Chaos Rising, 2020)  (ISBN 978-2-266-31824-2)
2. Bien commun, Pocket, coll. « Star Wars » no 187, 2022 ((en) Greater Good, 2021)  (ISBN 978-2-266-32495-3)
3. Moindre Mal, Pocket, coll. « Star Wars » no 193, 2023 ((en) Lesser Evil, 2021)  (ISBN 978-2-266-33185-2)

#### Romans indépendants
- Une question de survie, Presses de la Cité, 2004 ((en) Survivor's Quest, 2004)  (ISBN 2-258-06626-3)
- Vol vers l'infini, Fleuve noir, coll. « Star Wars » no 84, 2007 ((en) Outbound Flight, 2006)  (ISBN 2-265-08515-4)
- Allégeance, Fleuve noir, coll. « Star Wars » no 86, 2008 ((en) Allegiance, 2007)  (ISBN 978-2-265-08653-1)
- Choix décisifs, Pocket, coll. « Star Wars » no 116, 2012 ((en) Choices of One, 2011)  (ISBN 978-2-266-22808-4)
- Vauriens, Pocket, coll. « Star Wars » no 128, 2014 ((en) Scoundrels, 2013)  (ISBN 978-2-266-25255-3)

#### Bandes dessinées
- (en) Mara Jade: By the Emperor's Hand, 1999Écrit avec Michael A. Stackpole.
- (en) Mara Jade: A Night on the Town, 1999

### SérieTrilogie du Conquérant
1. L'Orgueil du conquérant, Pocket, coll. « Rendez-Vous Ailleurs », 1996 ((en) Conquerors' Pride, 1994)  (ISBN 2-266-07266-8)
2. Le Sang du conquérant, Pocket, coll. « Rendez-Vous Ailleurs », 1997 ((en) Conquerors' Heritage, 1995)  (ISBN 2-266-07604-3)
3. La Part du conquérant, Pocket, coll. « Rendez-Vous Ailleurs », 1998 ((en) Conquerors' Legacy, 1996)  (ISBN 2-266-08203-5)

### SérieCobra
1. (en) Cobra, 1985
2. (en) Cobra Strike, 1986
3. (en) Cobra Bargain, 1988

Les deux premiers livres ont aussi été publiés dans une compilation sous le titre Cobras Two en 1992. Une compilation reprenant les trois volumes a été publiée en 2004 sous le titre Cobra Trilogy.

### SérieCobra War
1. (en) Cobra Alliance, 2009
2. (en) Cobra Guardian, 2011
3. (en) Cobra Gamble, 2012

### SérieCobra Rebellion
1. (en) Cobra Slave, 2013
2. (en) Cobra Outlaw, 2015
3. (en) Cobra Traitor, 2018

### SérieBlackcollar
1. (en) The Blackcollar, 1983
2. (en) The Backlash Mission, 1986
3. (en) The Judas Solution, 2006

The Blackcollar et The Backlash Mission ont été réunis dans un roman sous le titre de Blackcollar en 2006.

### Série Dragonback
1. (en) Dragon and Thief, 2003
2. (en) Dragon and Soldier, 2004
3. (en) Dragon and Slave, 2005
4. (en) Dragon and Herdsman, 2006
5. (en) Dragon and Judge, 2007
6. (en) Dragon and Liberator, 2008

### SérieQuadrail or Frank Compton
1. (en) Night Train to Rigel, 2005
2. (en) The Third Lynx, 2007
3. (en) Odd Girl Out, 2008
4. (en) The Domino Pattern, 2009
5. (en) Judgment at Proteus, 2012

### UniversHonor Harrington

#### SérieManticore Ascendant
1. (en) A Call to Duty, 2014Écrit avec David Weber.
2. (en) A Call to Arms, 2015Écrit avec David Weber et Thomas Pope.
3. (en) A Call to Vengeance, 2018Écrit avec David Weber et Thomas Pope.
4. (en) A Call to Insurrection, 2022Écrit avec David Weber et Thomas Pope.

### UniversStarCraft
- Évolution, Milady, 2016 ((en) Evolution, 2016)

### SérieSibyl's War
1. (en) Pawn, 2017
2. (en) Knight, 2019
3. (en) Queen, 2020

### SérieIcarus
1. (en) The Icarus Plot, 2022
2. (en) The Icarus Twin, 2023
3. (en) The Icarus Job, 2024
4. (en) The Icarus Changeling, 2024
5. (en) The Icarus Needle, 2024
6. (en) The Icarus Coda, 2025

### Romans indépendants
- (en) A Coming of Age, 1985
- (en) Spinneret, 1985
- (en) Triplet, 1987
- (en) Deadman Switch, 1988
- (en) War Horse, 1990
- (en) The Icarus Hunt, 1999
- (en) Angelmass, 2001
- (en) Manta's Gift, 2002
- (en) Green and the Gray, 2004
- (en) Soulminder, 2014

### Recueils de nouvelles
- (en) Cascade Point and Other Stories, 1986
- (en) Time Bomb and Zahndry Others, 1988
- (en) Distant Friends and Other Stories, 1992
- (en) Star Song and Other Stories, 2002
- (en) Pawn's Gambit and Other Stratagems, 2016